# Саприкін Євген Олександрович
Євген Олександрович Саприкін (рос. Евгений Александрович Сапрыкин; нар. 18 квітня 1970, Донецьк, УРСР — пом. січень 2015) — російський футболіст, нападник.

## Життєпис
Вихованець Академії футболу СКА (Ростов-на-Дону). У 1989 році грав за клуб КФК «Артемівець» (Шахти). У 1990 році грав в елістінському «Уралані» — 14 голів у 32 матчах. У 1991-1992 роках у складі «Спартака» (Анапа) забив 39 м'ячів у 77 матчах. 1993 рік провів у владикавказькому «Спартаку». У чемпіонаті Росії зіграв 29 матчів, забив 5 м'ячів. Зіграв один матч у Кубку УЄФА — у першому поєдинку 1/32 фіналу проти дортмундської «Боруссії» (0:0), вийшовши на заміну на 88-й хвилині. У 1994 році перейшов у «Металург» (Запоріжжя). Дебютував у футболці «козаків» 6 березня 1994 року в програному (1:2) домашньому поєдинку 18-го туру Вищої ліги проти дніпропетровського «Дніпра». Євген вийшов на поле в стартовому складі, на 9-й хвилині не реалізував пенальті, а на 73-й хвилині його замінив Кирило Вараксін. Дебютним голом у футболці «металургів» відзначився 22 квітня на 1994 року на 42-й хвилині переможного (2:1) виїзного поєдинку 25-го туру Вищої ліги проти запорізького «Торпедо». Саприкін вийшов на поле в стартовому складі та відіграв увесь матч. У футболці «Металурга» в чемпіонаті України провів 29 матчів та відзначився 7-ма голами, ще 2 матчі зіграв у кубку України.
У 1995-1996 роках знову виступав за «Уралан» та «Спартак» (Анапа). В 1996 році підсилив луганську «Зорю». Дебютував у складі луганського клубу 23 вересня 1996 року в переможному (2:1) домашньому поєдинку 12-го туру Першої ліги проти чернівецької «Буковини». Євген вийшов на поле в стартовому складі та відіграв увесь матч. Дебютним голом у футболці луганчан відзначився 4 жовтня 1996 року на 86-й хвилині нічийного (2:2) виїзного поєдинку 15-го туру Першої ліги проти нікопольського «Металурга». Саприкін вийшов на поле в стартовому складі та відіграв увесь матч. У футболці «Зорі» зіграв 13 матчів та відзначився 4-ма голами. З 1997 по 1998 роки виступав у латвійському «Вентспілсі» та молдовському «Конструкторулі». Кар'єру професіонального гравця завершив у 2001 році в футболці першолігового російського клубу «Сибіряк» з міста Братськ (28 матчів, 2 голи).
У сезонах 1998/99, 1999/00 та 2002/03 років виступав за футзальний клуб «Алустон-98» (Алушта). Також виступав за кримські аматорські клуби «Штурм» Ялта (2005/06, 2006/07, 2007/08 — 2009/10), «М'ясокомбінат Столичний» Сімферополь (2006), «Арсенал» Джанкой (2007).
Дворазовий чемпіон Ялти.
Помер у січні 2015 року у віці 44 років.